# Latrodectus hesperus
La viuda negra norteamericana occidental (Latrodectus hesperus) es una especie de araña de la familia Theridiidae y se distribuye en América del Norte.

## Distribución y hábitat
La viuda negra norteamericana occidental se distribuye desde el oeste de Canadá hasta el sur de México se pueden encontrar en bosques o pantanos tejen su telaraña en los árboles y permanecen boca abajo para poder capturar a su presa rápidamente se alimentan de Insectos que contengan el tamaño adecuado como cucarachas, escarabajos, mariposas.

## Peligrosidad
Esta araña no es agresiva, solo puede morder si se la intenta capturar o accidentalmente se la comprime sobre la piel. Es peligrosa para los seres humanos ya que cuenta con glándulas venenosas que producen latrotoxinas (una neurotoxina) las que son inoculadas en caso de una mordedura, especialmente si se trata de una hembra, ya que esta posee quelíceros de mayor tamaño, los que son más adecuados para penetrar en la piel humana.